# Тварини Чернігівської області, занесені до Червоної книги України
Список тварин Чернігівської області, занесених до Червоної книги України.

## Статистика
До списку входить 120 видів тварин, з них:
- Кишковопорожнинних — 0;
- Круглих червів — 0;
- Кільчастих червів 2;
- Членистоногих — 61;
- Молюсків — 0;
- Хордових — 57.

Серед них за природоохоронним статусом: 
- Вразливих — 48;
- Рідкісних — 37;
- Недостатньо відомих  — 5;
- Неоцінених — 9;
- Зникаючих — 21;
- Зниклих у природі — 0;
- Зниклих — 0.

## Список видів
| № п/п | Українська назва виду                               | Латинська назва виду           | Природоохоронний статус | Тип             |
| ----- | --------------------------------------------------- | ------------------------------ | ----------------------- | --------------- |
| 1     | Аноплій самарський                                  | Anoplius samariensis           | Рідкісний               | Членистоногі    |
| 2     | Бабка перев'язана                                   | Sympetrum pedemontanum         | Вразливий               | Членистоногі    |
| 3     | Баранець великий (дупель)                           | Gallinago media                | Зникаючий               | Хордові         |
| 4     | Бистрянка російська                                 | Alburnoides rossicus           | Зникаючий               | Хордові         |
| 5     | Бластикотома папоротева                             | Blasticotoma filiceti          | Рідкісний               | Членистоногі    |
| 6     | Больбелязм однорогий                                | Bolbelasmus unicornis          | Вразливий               | Членистоногі    |
| 7     | Бражник дубовий                                     | Marumba quercus                | Рідкісний               | Членистоногі    |
| 8     | Бражник мертва голова                               | Acherontia atropos             | Рідкісний               | Членистоногі    |
| 9     | Бражник прозерпіна                                  | Proserpinus proserpina         | Рідкісний               | Членистоногі    |
| 10    | Бражник скабіозовий                                 | Hemaris tityus                 | Рідкісний               | Членистоногі    |
| 11    | Ведмедиця велика                                    | Pericallia matronula           | Вразливий               | Членистоногі    |
| 12    | Ведмедиця-господиня                                 | Callimorpha dominula           | Вразливий               | Членистоногі    |
| 13    | Вечірниця мала                                      | Nyctalus leisleri              | Рідкісний               | Хордові         |
| 14    | Вечірниця руда                                      | Nyctalus noctula               | Вразливий               | Хордові         |
| 15    | Видра річкова                                       | Lutra lutra                    | Неоцінений              | Хордові         |
| 16    | Вусач великий дубовий                               | Cerambyx cerdo                 | Вразливий               | Членистоногі    |
| 17    | Вусач земляний хрестоносець (коренеїд хрестоносець) | Dorcadion equestre             | Вразливий               | Членистоногі    |
| 18    | Вусач мускусний                                     | Aromia moschata                | Вразливий               | Членистоногі    |
| 19    | Вусач-червонокрил Келлера                           | Purpuricenus kaehleri          | Вразливий               | Членистоногі    |
| 20    | Вухань звичайний                                    | Plecotus auritus               | Вразливий               | Хордові         |
| 21    | Гадюка степова                                      | Vipera renardi                 | Вразливий               | Хордові         |
| 22    | Глушець (глухар)                                    | Tetrao urogallus               | Зникаючий               | Хордові         |
| 23    | Гоголь                                              | Bucephala clangula             | Рідкісний               | Хордові         |
| 24    | Голуб-синяк                                         | Columba oenas                  | Вразливий               | Хордові         |
| 25    | Гольян озерний                                      | Eupallasella percnurus         | Зникаючий               | Хордові         |
| 26    | Горностай                                           | Mustela erminea                | Неоцінений              | Хордові         |
| 27    | Гуска мала (гуска білолоба мала)                    | Anser erythropus               | Вразливий               | Хордові         |
| 28    | Джміль глинистий                                    | Bombus argillaceus             | Вразливий               | Членистоногі    |
| 29    | Джміль моховий                                      | Bombus muscorum                | Рідкісний               | Членистоногі    |
| 30    | Джміль пахучий                                      | Bombus fragrans                | Зникаючий               | Членистоногі    |
| 31    | Дисцелія зональна                                   | Discoelius zonalis             | Рідкісний               | Членистоногі    |
| 32    | Дозорець-імператор                                  | Anax imperator                 | Вразливий               | Членистоногі    |
| 33    | Дятел білоспинний                                   | Dendrocopos leucotos           | Рідкісний               | Хордові         |
| 34    | Ендроміс березовий                                  | Endromis versicolora           | Вразливий               | Членистоногі    |
| 35    | Жовна зелена (дятел зелений)                        | Picus viridis                  | Вразливий               | Хордові         |
| 36    | Жук-олень, рогач звичайний                          | Lucanus cervus                 | Рідкісний               | Членистоногі    |
| 37    | Жук-самітник                                        | Osmoderma barnabita            | Вразливий               | Членистоногі    |
| 38    | Журавель сірий                                      | Grus grus                      | Рідкісний               | Хордові         |
| 39    | Заєць білий                                         | Lepus timidus                  | Рідкісний               | Хордові         |
| 40    | Змієїд                                              | Circaetus gallicus             | Рідкісний               | Хордові         |
| 41    | Йорж носар                                          | Gymnocephalus acerinus         | Зникаючий               | Хордові         |
| 42    | Кажан північний                                     | Eptesicus nilssonii            | Рідкісний               | Хордові         |
| 43    | Кажан пізній                                        | Eptesicus serotinus            | Вразливий               | Хордові         |
| 44    | Каптурниця пишна                                    | Cucullia magnifica             | Рідкісний               | Членистоногі    |
| 45    | Каптурниця срібна                                   | Cucullia argentea              | Рідкісний               | Членистоногі    |
| 46    | Ковалик сплощений                                   | Neopristilophus depressus      | Рідкісний               | Членистоногі    |
| 47    | Коловодник ставковий (поручайник)                   | Tringa stagnatilis             | Зникаючий               | Хордові         |
| 48    | Кошеніль польська                                   | Porphyropha polonica           | Недостатньо відомий     | Членистоногі    |
| 49    | Красик веселий (Пістрянка весела)                   | Zygaena laeta                  | Зникаючий               | Членистоногі    |
| 50    | Красотіл пахучий                                    | Calosoma sycophanta            | Вразливий               | Членистоногі    |
| 51    | Ксилокопа звичайна (бджола-тесляр звичайна)         | Xylocopa valga                 | Рідкісний               | Членистоногі    |
| 52    | Ксилокопа фіолетова (бджола-тесляр фіолетова)       | Xylocopa violacea              | Рідкісний               | Членистоногі    |
| 53    | Ктир шершенеподібний                                | Asilus crabroniformis          | Рідкісний               | Членистоногі    |
| 54    | Кулик-сорока                                        | Haematopus ostralegus          | Вразливий               | Хордові         |
| 55    | Кульон великий (кроншнеп великий)                   | Numenius arquata               | Зникаючий               | Хордові         |
| 56    | Лилик двоколірний                                   | Vespertilio murinus            | Вразливий               | Хордові         |
| 57    | Лунь лучний                                         | Circus pygargus                | Вразливий               | Хордові         |
| 58    | Люцина                                              | Hamearis lucina                | Вразливий               | Членистоногі    |
| 59    | Льодовичник Вествуда                                | Boreus westwoodi               | Неоцінений              | Членистоногі    |
| 60    | Махаон                                              | Papilio machaon                | Вразливий               | Членистоногі    |
| 61    | Мелітурга булавовуса                                | Melitturga clavicornis         | Вразливий               | Членистоногі    |
| 62    | Мишівка лісова                                      | Sicista betulina               | Рідкісний               | Хордові         |
| 63    | Мідянка звичайна                                    | Coronella austriaca            | Вразливий               | Хордові         |
| 64    | Мінога українська                                   | Eudontomyzon mariae            | Зникаючий               | Хордові         |
| 65    | Мнемозина                                           | Parnassius mnemosyne           | Вразливий               | Членистоногі    |
| 66    | Мухоловка звичайна                                  | Scutigera coleoptrata          | Рідкісний               | Членистоногі    |
| 67    | Нетопир звичайний                                   | Pipistrellus pipistrellus      | Вразливий               | Хордові         |
| 68    | Нетопир Натузіуса                                   | Pipistrellus nathusii          | Неоцінений              | Хордові         |
| 69    | Нетопир середземноморський                          | Pipistrellus kuhlii            | Вразливий               | Хордові         |
| 70    | Нетопир-карлик                                      | Pipistrellus pygmaeus          | Неоцінений              | Хордові         |
| 71    | Нічниця водяна                                      | Myotis daubentonii             | Вразливий               | Хордові         |
| 72    | Нічниця ставкова                                    | Myotis dasycneme               | Зникаючий               | Хордові         |
| 73    | Норка європейська                                   | Mustela lutreola               | Зникаючий               | Хордові         |
| 74    | Орел-карлик                                         | Hieraaetus pennatus            | Рідкісний               | Хордові         |
| 75    | Орябок                                              | Tetrastes bonasia              | Вразливий               | Хордові         |
| 76    | Очеретянка прудка                                   | Acrocephalus paludicola        | Зникаючий               | Хордові         |
| 77    | Підорлик малий                                      | Aquila pomarina                | Рідкісний               | Хордові         |
| 78    | Плавунець дволінійний                               | Graphoderes bilineatus         | Недостатньо відомий     | Членистоногі    |
| 79    | Плавунець широкий                                   | Dytiscus latissimus            | Недостатньо відомий     | Членистоногі    |
| 80    | Плоскотілка червона                                 | Cucujus cinnabarinus           | Вразливий               | Членистоногі    |
| 81    | Подалірій                                           | Iphiclides podalirius          | Вразливий               | Членистоногі    |
| 82    | Поліксена                                           | Zerynthia polyxena             | Вразливий               | Членистоногі    |
| 83    | Псевдотрохета п'ятикільчаста                        | Fadejewobdella quinqueannulata | Вразливий               | Кільчасті черви |
| 84    | П'явка медична                                      | Hirudo medicinalis             | Вразливий               | Кільчасті черви |
| 85    | Райдужниця велика                                   | Apatura iris                   | Вразливий               | Членистоногі    |
| 86    | Рись                                                | Lynx lynx                      | Рідкісний               | Хордові         |
| 87    | Сатир залізний                                      | Hipparchia statilinus          | Рідкісний               | Членистоногі    |
| 88    | Сатурнія велика                                     | Saturnia pyri                  | Вразливий               | Членистоногі    |
| 89    | Сатурнія мала                                       | Eudia pavonia                  | Рідкісний               | Членистоногі    |
| 90    | Сатурнія руда                                       | Aglia tau                      | Вразливий               | Членистоногі    |
| 91    | Сиворакша                                           | Coracias garrulus              | Зникаючий               | Хордові         |
| 92    | Синявець Буадюваля (синявець ероїдес)               | Polyommatus boisduvalii        | Зникаючий               | Членистоногі    |
| 93    | Сич волохатий                                       | Aegolius funereus              | Рідкісний               | Хордові         |
| 94    | Сінниця Геро                                        | Coenonympha hero               | Вразливий               | Членистоногі    |
| 95    | Сколія-гігант                                       | Megascolia maculata            | Неоцінений              | Членистоногі    |
| 96    | Скопа                                               | Pandion haliaetus              | Зникаючий               | Хордові         |
| 97    | Сова болотяна                                       | Asio flammeus                  | Рідкісний               | Хордові         |
| 98    | Сова довгохвоста                                    | Strix uralensis                | Недостатньо відомий     | Хордові         |
| 99    | Совка розкішна                                      | Staurophora celsia             | Рідкісний               | Членистоногі    |
| 100   | Совка сокиркова                                     | Periphanes delphinii           | Вразливий               | Членистоногі    |
| 101   | Сонцевик фау-біле                                   | Nymphalis vaualbum             | Неоцінений              | Членистоногі    |
| 102   | Сорокопуд сірий                                     | Lanius excubitor               | Рідкісний               | Хордові         |
| 103   | Стафілін волохатий                                  | Emus hirtus                    | Рідкісний               | Членистоногі    |
| 104   | Стерлядь прісноводна                                | Acipenser ruthenus             | Зникаючий               | Хордові         |
| 105   | Стрічкарка блакитна                                 | Catocala fraxini               | Вразливий               | Членистоногі    |
| 106   | Стрічкарка орденська малинова                       | Catocala sponsa                | Рідкісний               | Членистоногі    |
| 107   | Стрічкарка тополева                                 | Limenitis populi               | Вразливий               | Членистоногі    |
| 108   | Танімастикс ставковий                               | Tanymastix stagnalis           | Вразливий               | Членистоногі    |
| 109   | Тетерук                                             | Lyrurus tetrix                 | Зникаючий               | Хордові         |
| 110   | Тріскачка ширококрила                               | Bryodemella tuberculata        | Зникаючий               | Членистоногі    |
| 111   | Турун Менетріє                                      | Carabus menetriesi             | Рідкісний               | Членистоногі    |
| 112   | Тушканчик великий                                   | Allactaga jaculus              | Рідкісний               | Хордові         |
| 113   | Тхір лісовий                                        | Mustela putorius               | Неоцінений              | Хордові         |
| 114   | Тхір степовий                                       | Mustela eversmanni             | Зникаючий               | Хордові         |
| 115   | Хом'як звичайний                                    | Cricetus cricetus              | Неоцінений              | Хордові         |
| 116   | Хом'ячок сірий                                      | Cricetulus migratorius         | Недостатньо відомий     | Хордові         |
| 117   | Шовкопряд кульбабовий                               | Lemonia taraxaci               | Вразливий               | Членистоногі    |
| 118   | Шуліка рудий                                        | Milvus milvus                  | Зникаючий               | Хордові         |
| 119   | Шуліка чорний                                       | Milvus migrans                 | Вразливий               | Хордові         |
| 120   | Ялець звичайний                                     | Leuciscus leuciscus            | Вразливий               | Хордові         |